# 摩星嶺4號
摩星嶺4號是香港商業電台叱咤903的節目。主持人為雲海和阿祖（彭震宇），監製為光仔，陳強為製作助理（現已離開商台），他同時和EKEE（現已離開商台）與阿Bu（現已離開商台）負責聲音演繹（每節開頭的一段錄音及讀出檔案編號、名稱）。於2009年8月2日（8月1日）首播，逢星期日凌晨（星期六深夜）1時至3時於商業二台播出。節目於2013年6月16日（6月15日）結束。阿祖亦確定和雲海正式離開商台。

## 節目內容
節目內容包括UFO、靈異事件、秘密組織、宗教團體、間諜特工、歷史等，有時還會解構當中的陰謀論。節目末段曾經設有「摩星嶺密碼」（初期又曾稱「摩星電碼」、「摩星嶺符號」）環節，介紹各地的文字。

### 每集檔案總覽
| 集數 | 日期           | 檔案編號      | 檔案名稱                         | 備註 |
| ---- | -------------- | ------------- | -------------------------------- | --- |
| 001  | 2009年8月1日   | 8342          | 英國國家級UFO檔案                | 嘉賓：商台工程部員工，UFO目擊者Frances（阿漢） |
| 002  | 2009年8月8日   | 1776          | 神祕組織                         | 光明會（又譯光照派）光明會，成立于1776年 |
| 003  | 2009年8月15日  | 5358          | 懷舊鬼故                         | 鬧鬼事件真相包括： - 1953年油麻地四個無頭鬼打麻雀叫外賣傳說（或由另一宗案件演變） - 1993年九廣鐵路電視廣告小童鬧鬼事件（證實為誤會）[註：雲海·靈異經典 ] - 2008年新加坡萊佛士大樓閉路電視拍下疑似女鬼事件（實為某銀行的廣告，呼籲員工不要遲放工） |
| 004  | 2009年8月22日  | 1820          | 摩門教                           | 雲海親自在節目喝咖啡，證實自己非摩門教徒（摩門教徒禁止喝咖啡）摩門教創辦人約瑟史密司，據他說，1820年他15歲時，做夢見到一個異象。這異象說，在當時真正基督的教會還不存在，要他開始建立真正的基督教會。 |
| 005  | 2009年8月29日  | 4867          | 以色列情報組織莫薩德             | 又譯莫薩德或摩薩德 |
| 006  | 2009年9月5日   | 1888UK        | 摩林頓街6號                      | 英國連環殺手開膛手傑克,當中還介紹嫌疑人油畫家Walter Sickert, 檔案編號原為1888，但後與第81集「萊陽梨」重覆而更改為1888UK。開膛手傑克於1888年10月將親筆簽名信件寄給在Metropolitan 的英國警方 |
| 007  | 2009年9月12日  | P415          | 城市傳聞                         | 仍盛傳的城市傳聞包括： - 即食麵含有蠟質 - 單獨去廁所，會給割腎黨割去腎臟 - 針筒黨用針筒襲擊市民的臀部，其中針筒含有愛滋病病毒 - 快餐店傳聞，美國公路傳聞 已失傳：香港90年代灣仔傳聞 |
| 008  | 2009年9月19日  | 2560          | 美國特異功能特工                 | 冷戰時期，美國曾對有特異功能人士加以訓練成特工，以對付蘇聯。 |
| 009  | 2009年9月26日  | 1984          | Big Brother                      | 講述美國監聽系統 檔案名稱及編號源於喬治·奧威爾的反烏托邦小說《一九八四》，書中描寫了一個「老大哥看著你」的社會。其中老大哥（即Big Brother）象徵著極權統治下對公民無處不在的監控。 |
| 010  | 2009年10月3日  | 9503          | 陰謀論之詐（炸）死               | 「炸」或「詐」亦可 - 希特勒二戰後沒有自殺，反而逃走其他地方，而及利用其他屍體以詐死 - 講述1995年4月19日奧克拉荷馬市爆炸案 |
| 011  | 2009年10月10日 | 1897          | 吸血殭屍                         | 現在對付吸血殭屍的方法有眾多。過往，木釘是想把吸血殭屍固定，而大蒜是治療吸血殭屍所咬的傷口。當前流行文化中的吸血鬼形象與古代歐洲傳說頗有差異，最早來源於愛爾蘭作家布拉姆·斯托克（Bram Stoker）於1897年出版的以吸血鬼為題材的哥特式恐怖小說。 |
| 012  | 2009年10月17日 | 6409          | UFO反駁                          | |
| 013  | 2009年10月24日 | 4420          | 神秘倫敦                         | 嘉賓：雲海好友Theresa 《有隻雀仔跌落水》。44是指英國的國際電話區號; 20是指倫敦國內區號 |
| 014  | 2009年10月31日 | 1101          | 萬聖節之講鬼故                   | 11月1日才是萬聖節 |
| 015  | 2009年11月7日  | V4            | 神秘外星人                       | 嘉賓：香港飛碟學會會長Moon（方仲滿） |
| 016  | 2009年11月14日 | Y12           | 曼哈頓計畫                       | 這個與世隔絕城市擁有75000名工人和一座原子能加工工廠，代號叫「Y-12」。 - 曼哈頓計畫研究過程 - 1945年8月6日美軍以原子彈轟炸廣島 |
| 017  | 2009年11月21日 | 2012          | 2012                             | 瑪雅預言 |
| 018  | 2009年11月28日 | 1999          | 失敗預言                         | |
| 019  | 2009年12月5日  | 6000          | 邪教教主                         | 雲海自身經驗，曼森家族及教主Charles Manson 殺人事件。 |
| 020  | 2009年12月12日 | NEO           | 聖經Matrix                       | NEO是廿二世紀殺人網絡的主角 |
| 021  | 2009年12月19日 | 1054          | 天堂地獄遊                       | 1054年是东西方教会正式分裂的年份，述聖經中的天堂和地獄。 |
| 022  | 2009年12月26日 | 7             | 眾多救世主                       | |
| 023  | 2010年1月2日   | 2009A         | 2009年十大「另」異新聞倒數（上） | 介紹2009年世界上十大另類"另"異新聞 |
| 024  | 2010年1月9日   | 2009B         | 2009年十大「另」異新聞倒數（下） | 介紹2009年世界上十大另類"另"異新聞 |
| 025  | 2010年1月16日  | 220           | 曹操之墓                         | 魏高陵魏武帝曹操生於155年，死於220年 |
| 026  | 2010年1月23日  | 14            | 發夢                             | 夢是14劃 |
| 027  | 2010年1月30日  | 6             | 巫術                             | |
| 028  | 2010年2月6日   | 6...613       | 中功                             | 檔案編號原為612128530808613 |
| 029  | 2010年2月13日  | 三SSS         | 彝族之虎                         | 檔案編號「三」為漢字 |
| 030  | 2010年2月20日  | 59126         | 現代殺人故事                     | |
| 031  | 2010年2月27日  | 10217         | 第五解封UFO檔案（上）            | 英國國家檔案局公佈英國國防部的UFO(1994-2000)檔案記錄 |
| 032  | 2010年3月6日   | 091111        | 第五解封UFO檔案（下）            | 英國國家檔案局公佈英國國防部的UFO(1994-2000)檔案記錄 |
| 033  | 2010年3月13日  | 84101         | 開心功                           | 中國一氣功組織 先天自然功 簡稱樂功 |
| 034  | 2010年3月20日  | WC1           | 拐帶？                           | 檔案名稱附帶問號「？」 |
| 035  | 2010年3月27日  | 381112        | 文夕大火                         | 事情發生在1938年11月13日凌晨2時 |
| 036  | 2010年4月3日   | 8045          | 魔鬼在其中                       | |
| 037  | 2010年4月10日  | KV60A         | 迷人埃及                         | 埃及官方宣佈他們斷定一具編號為KV60A的木乃伊是一位女法老。這具女性木乃伊是1903年由霍華德·卡特發掘KV60號墓時發現的。 |
| 038  | 2010年4月17日  | 38325         | 金璧輝                           | 川島芳子，原名愛新覺羅·顯玗，漢名金璧輝 |
| 039  | 2010年4月24日  | 23            | 巧                               | 巧合 |
| 040  | 2010年5月1日   | 107           | 東正教                           | |
| 041  | 2010年5月8日   | 1863          | 由霍金說起                       | |
| 042  | 2010年5月15日  | 10501         | 上海殺                           | |
| 043  | 2010年5月22日  | 1910          | 新中國                           | 介紹清末文人陸士諤的小說《新中國》1910年，時年32歲的晚清小説家陸士諤創作完成了一部充滿幻想的小説《新中國》，全書共分十二回，以一個夢貫穿虛構了一百年後的上海。 |
| 044  | 2010年5月29日  | 413           | 卡廷陰謀論                       | 卡廷大屠殺、2010年波蘭空軍圖-154墜機事件、大韓航空007號班機空難以及有關上述事件之陰謀論 |
| 045  | 2010年6月5日   | 781118        | Indiana Jones                    | 介紹吉姆·瓊斯（Jim Jones）在美國印第安那州（Indiana）所創立的教派——人民聖殿教（The Peoples Temple）1978年11月18日死。 |
| 046  | 2010年6月12日  | 1025          | 鬼畫                             | 一幅由Bill Stoneham於1972年創作，名為The Hands Resist Him的油畫（抗拒他的手）這幅畫在2000年在eBay上拍賣時，畫價從199美元狂飆到1025美元。 |
| 047  | 2010年6月19日  | 1954          | 標達堡                           | Bilderberg Group第一次會議在1954年 |
| 048  | 2010年6月26日  | 0057/2010     | 仙子外星人                       | |
| 049  | 2010年7月3日   | 1917          | KGB                              | 蘇聯國家安全委員會1917年12月20日成立 |
| 050  | 2010年7月10日  | 77918         | 摩色被愛                         | 1977年美國懷俄明州前選美皇后麥金妮曾為愛幹下轟動一時的大案──漂洋過海擄劫心上人---19歲摩門教徒安德森(Kirk Anderson)，禁錮捆綁三天翻雲覆雨！ |
| 051  | 2010年7月17日  | 24402490      | 妖                               | |
| 052  | 2010年7月24日  | 001098        | 戰狼 007                         | |
| 053  | 2010年7月31日  | 9469          | 美女外星人                       | |
| 054  | 2010年8月7日   | 891111        | 美男外星人                       | |
| 055  | 2010年8月14日  | 8112.0        | 彭加木                           | 相關檔案：摩星嶺11號檔案：811 |
| 056  | 2010年8月21日  | 821           | 酆都鬼故                         | |
| 057  | 2010年8月28日  | 823           | 火                               | 譴責菲律賓政府在馬尼拉前警員劫持香港旅行團事件中的表現，事件發生於2010年8月23日。 |
| 058  | 2010年9月4日   | 20108         | UFO見證者                        | 英國國家檔案局公佈國防部檔案之中，有關美國人Phil Schneider的檔案，包括在公開場合講述他自己的經歷及被殺的調查紀錄。 |
| 059  | 2010年9月11日  | 201098        | UFO大目擊                        | |
| 060  | 2010年9月18日  | 772044        | UFO Matrix                       | |
| 061  | 2010年9月25日  | 11910         | 宗教大對比                       | |
| 062  | 2010年10月2日  | 926101        | 靈幻週記                         | |
| 063  | 2010年10月9日  | 1919          | 和修                             | 聖經和合本修訂版，和合本的問世剛好趕上了1919年的五四運動和同時期的新文化運動，成為中國第一部白話文翻譯著作。 |
| 064  | 2010年10月16日 | 1907          | 人體實驗                         | |
| 065  | 2010年10月23日 | CBIG8         | 神農架野人                       | |
| 066  | 2010年10月30日 | 666           | 魔鬼撒旦                         | 啟示錄 13:18 在這裡有智慧：凡有聰明的，可以算計獸的數目；因為這是人的數目，他的數目是六百六十六。 若望默示錄13:18 在這裏應有智慧：凡有明悟的，就讓他計算一下那獸的數字，因為是人的數字，牠的數字是六百六十六。 |
| 067  | 2010年11月6日  | 19481015      | 長春圍城                         | 國共內戰其中一場戰役 |
| 068  | 2010年11月13日 | 36            | 旅順大屠殺                       | 中日甲午戰爭期間日軍在旅順進行的大屠殺，隻有埋屍的36名華人倖免於難，而這36人的帽子上還寫著「此人不可殺戮」的標記。 |
| 069  | 2010年11月20日 | 中11          | 一貫道                           | |
| 070  | 2010年11月27日 | 398314        | UFO核                            | |
| 071  | 2010年12月4日  | 1829          | 方舟傳說                         | 現代第一個有據可查的登上阿拉臘山的探險者是德國醫生弗裏德裏希．帕羅特，他於1829年上了那座山但並未找到諾亞方舟留下的明顯遺跡。 |
| 072  | 2010年12月11日 | 778           | 蘇菲禪偈                         | |
| 073  | 2010年12月18日 | 95320         | 奧姆真理教                       | 由麻原彰晃創立的新興宗教團體，1995年3月20日，麻原彰晃主謀發動了東京地鐵沙林毒氣事件。 |
| 074  | 2010年12月25日 | 101226        | 送禮                             | 隻要聽眾來信，雲海與阿祖會送出共13種禮物和70本書予聽眾 |
| 075  | 2011年1月1日   | 201010-1      | 另異十大．上                     | 介紹2010年世界上十大另類靈異事件 |
| 076  | 2011年1月8日   | 201010-1      | 另異十大．下                     | 介紹2010年世界上十大另類靈異事件 |
| 077  | 2011年1月15日  | 275           | 回信                             | 檔案編號275是雲海收到的信的總數，本集公佈部份得獎名單及相關安排，以及讀出部份來信 |
| 078  | 2011年1月22日  | 1112          | MCM                              | 嘉賓：香港飛碟學會會長Moon（方仲滿） |
| 079  | 2011年1月29日  | 7699          | 仙上身                           | |
| 080  | 2011年2月6日   | 0             | 乜都噏                           | 首次Live直播節目 |
| 081  | 2011年2月12日  | 1888SH        | 萊陽梨                           | 上海著名人物杜月笙 檔案編號原為1888，但及後發現與第6集「摩林頓街6號」重覆而更改為1888SH。杜月笙（1888年8月22日－1951年8月16日） |
| 082  | 2011年2月19日  | 385           | 地夏                             | 夏次叔，字仲俺，中共地下黨員、革命烈士。潛伏於桂系軍閥李宗仁身旁，是李宗仁的機要秘書。1938年5月18日，在抗日戰爭中殉國。 |
| 083  | 2011年2月26日  | 20101223      | 韓總主教                         | 嘉賓：韓大輝總主教 |
| 084  | 2011年3月5日   | 七世紀        | 回教小百科                       | 西元七世紀由麥加人穆罕默德在阿拉伯半島上首先興起 |
| 085  | 2011年3月12日  | 00000         | 靈異真偽                         | 首半小時錯誤播出2010年11月13日檔案編號36旅順大屠殺之節目聲帶，所以節目時間順延至03:30。 |
| 086  | 2011年3月19日  | 311           | 核變                             | 嘉賓：綠色和平項目主任古偉牧福島第一核電站事故 --- 2011年（平成23年）3月11日 : 因2011年日本東北地方太平洋近海地震的影響造成1F所有的渦輪機及反應堆自動停止，之後亦發生緊急用的柴油發電機故障停止運轉。隨之發生冷卻水循環系統異常。為釋放圍阻體壓力也將蒸汽排放到大氣中，之後發生氫氣爆炸、接着建築物崩落等事故。 |
| 087  | 2011年3月26日  | 2011303       | 英國UFO檔案                      | |
| 088  | 2011年4月2日   | 1768          | 中國式城市傳聞                   | |
| 089  | 2011年4月9日   | 94916         | 非洲UFO                          | |
| 090  | 2011年4月16日  | 4750FBI       | FBI之牛殺奇情                    | |
| 091  | 2011年4月23日  | 7882          | 教宗．殺死你                     | |
| 092  | 2011年4月30日  | 261123        | 阿凡達                           | 印度宗教討論、印度教上師及精神領袖賽巴巴 |
| 093  | 2011年5月7日   | 1747          | 拉登與阿富汗                     | 討論拉登、阿富汗，和塔利班。1747年，阿富汗阿佈達裏酋長艾哈邁德乘波斯衰落之際獨立，建立了阿富汗王國。 |
| 094  | 2011年5月14日  | 911           | 拉登與911                        | 九一一事件陰謀論，1993年世界貿易中心爆炸案 |
| 095  | 2011年5月21日  | 1555          | 諾查丹瑪斯                       | 又譯諾斯特拉達姆士、諾斯特拉達穆斯1555年，諾查丹瑪斯完成了他的第一部預言集《諸世紀》。 |
| 096  | 2011年5月28日  | 02CK          | 預言夢                           | 02為靈異之楷音，CK為周公之縮寫。雲海亦都在節目中提及他23歲後不過生日。 |
| 097  | 2011年6月4日   | 68430         | 人食人                           | 中國食人史 |
| 098  | 2011年6月11日  | 1906          | Q鬼                              | Q代表Québec魁北克 |
| 099  | 2011年6月18日  | 03412         | 排頭殺                           | 排頭指沙田排頭村 在2003年4月12日晚上年於沙田排頭村發生著名史學大師孫國棟女兒孫經文及女婿吳家望的雙屍命案 |
| 100  | 2011年6月25日  | 94831         | 夢中尋人                         | 十七年前失蹤少女梁嘉敏報夢要求代為尋找其父母。梁嘉敏是「王晶創作室」的助理製片，她於1994年8月31日下午，離開荃灣三棟屋住所，前往荃灣城門水塘尋找外景場地後失蹤。 |
| 101  | 2011年7月2日   | 2011703       | 你聽我唔到                       | 嘉賓：香港商業電台叱吒903節目主持陳強 (陸家俊) 你聽我唔到為陳強在叱吒903的音樂節目 |
| 102  | 2011年7月9日   | UX6090        | 係咪錯咗？                       | |
| 103  | 2011年7月16日  | CC90          | 贈慶                             | 講述司徒華與中國共產黨的關係 |
| 104  | 2011年7月23日  | 16710649      | 中國UFO New Age                  | 本集檔案編號是一本書籍"新视线"的ISBN書號 |
| 105  | 2011年7月30日  | SP1928        | 又講主業會（上）                 | SP意解西班牙 |
| 106  | 2011年8月6日   | HK1928        | 又講主業會（下）                 | 嘉賓：香港主業會神父李神父及會員Anthony |
| 107  | 2011年8月13日  |               | 農曆七月十四Special              | 特備農曆七月十四直播節目，由雲海及Donald主持第二次live |
| 108  | 2011年8月20日  | 614           | Papajay                          | 嘉賓：Papajay (檔案編號 614 是 Papajay 的出生日期六月十四日) |
| 109  | 2011年8月27日  | 51            | 恐怖法器                         | |
| 110  | 2011年9月3日   | R209204       | 羅玆威爾外 一章                  | |
| 111  | 2011年9月10日  | 91110         | 九一一十週年                     | |
| 112  | 2011年9月17日  | 11-21         | 長安夢                           | |
| 113  | 2011年9月24日  | 7806652388    | 神仙定豬炳                       | 本集檔案編號是2003年出版的一本書籍"中國的神仙"的ISBN書號，而檔案名稱是借用香港商業電台叱吒903節目早霸王的其中一個環節"歌星定豬炳" |
| 114  | 2011年10月1日  | 8000          | 湘女上天山                       | 五十年代初，新疆和平解放，8000位平均年齡隻有18歲的湘女們，為了建設祖國邊疆遠赴新疆墾荒援建 |
| 115  | 2011年10月8日  | -1            | 哈拉裏肯                         | 中國雲南省納西族的殉情文化 |
| 116  | 2011年10月15日 | 100           | 辛亥蒜皮                         | 檔案編號意指辛亥革命百週年(1911年10月10日/農曆辛亥年八月十九日) 蒜皮是比喻節目內容是辛亥革命中的瑣碎事(雞毛蒜皮) |
| 117  | 2011年10月22日 | 1016          | 彗星與死亡                       | 另類宗教天堂之門教主及信徒之自殺事件 |
| 118  | 2011年10月29日 | 1210-2011     | 國際UFO會議（上）                | 嘉賓：香港飛碟學會會長Moon（方仲滿） |
| 119  | 2011年11月5日  | 121022011     | 國際UFO會議（下）                | 嘉賓：香港飛碟學會會長Moon（方仲滿） |
| 120  | 2011年11月12日 | 7898          | 外星證供                         | Live 報導天氣及時間，但節目是錄播的。 |
| 121  | 2011年11月19日 | JP2 852       | 聖體（上）                       | JP2是指已故前任教宗John Paul II－若望·保祿二世 852則指香港的國際電話區號 |
| 122  | 2011年11月26日 | JP2 852.1     | 聖體（下）                       | JP2是指已故前任教宗John Paul II－若望·保祿二世 852則指香港的國際電話區號 |
| 123  | 2011年12月3日  | 1             | 白屋（上）                       | 嘉賓：港英時期曾任政治部人員Michael |
| 124  | 2011年12月10日 | 1.1           | 白屋（下）                       | 嘉賓：港英時期曾任政治部人員Michael |
| 125  | 2011年12月17日 | 964           | 伊拉克                           | 964是指伊拉克的國際電話區號 |
| 126  | 2011年12月24日 | 964.1         | 再講伊拉克                       | 964是指伊拉克的國際電話區號 |
| 127  | 2011年12月31日 | 3021          | 記憶與UFO                        | 由此集開始，雲海決定於廣告時段前親自選擇歌曲播放 |
| 128  | 2012年1月7日   | 198130        | UFO飛碟探索三十年                | 《飛碟探索》是國內唯一的、也是最知名的關於「不明飛行物」（UFO）研究的專業雜誌。創刊30年來，一直與美國《發現》等多個世界頂尖科普雜誌和研究所深入合作，奉獻世界最新銳和最前沿的科普研究及飛碟研究資訊！1981年至今創刊30年 |
| 129  | 2012年1月14日  | 2011112A      | 2011年十大「另」異事件（上）     | 介紹2011年世界上十大另類新聞 |
| 130  | 2012年1月21日  | 2011112B      | 2011年十大「另」異事件（下）     | 介紹2011年世界上十大另類新聞 |
| 131  | 2012年1月28日  | 74516         | 機械世界                         | 以星空奇遇記、異形和2001太空漫遊等科幻電影來探討機械人取代人類的可能性和危機 |
| 132  | 2012年2月4日   | 218A          | 追訪摩門教（上）                 | 到訪九龍塘摩門教教會 教會地址為多實街18號 |
| 133  | 2012年2月11日  | 218B          | 追訪摩門教（下）                 | 到訪九龍塘摩門教教會 教會地址為多實街18號 |
| 134  | 2012年2月18日  | 353102        | 詭異愛爾蘭                       | 353是指愛爾蘭的國際電話區號 |
| 135  | 2012年2月25日  | 353104        | 兇殺愛爾蘭                       | 介紹愛爾蘭的兇殺案 |
| 136  | 2012年3月3日   | 1912100       | 百年驚情                         | 探討吸血殭屍據說，吸血殭屍於1912年4月7日被殺，其名字叫奧古斯特AugusteDelagrange。 |
| 137  | 2012年3月10日  | 3906666       | 驅魔揭秘                         | 39是指意大利的國際電話區號；06是指羅馬的國內區號；666是指魔鬼，本集藉電影義大利驅魔揭秘討論驅魔 |
| 138  | 2012年3月17日  | 11981216A     | 宗教審裁署（上）                 | 講述宗教裁判所的故事和酷刑 |
| 139  | 2012年3月24日  | 11981216B     | 宗教審裁署（下）                 | 講述宗教裁判所的故事和酷刑 |
| 140  | 2012年3月31日  | 21342012      | 電影述異                         | 介紹第三十六屆香港國際電影節的電影: 夏灣拿獵屍王赤雪之城 普京之吻 人山人海 騷人 末日驚防 |
| 141  | 2012年4月7日   | 210245312     | 電影述異2                        | 介紹第三十六屆香港國際電影節的電影: 夏灣拿獵屍王赤雪之城 普京之吻 人山人海 騷人 末日驚防 |
| 142  | 2012年4月14日  | 1786          | 尼泊爾陰謀論                     | 講述尼泊爾王室滅門慘案 1786年，普裏特維·納拉揚·沙阿國王統一了尼泊爾，建立了沙阿王朝。據一則傳說故事講，當普裏特維·納拉揚·沙阿國王即將挺進加德満都河谷時，偶遇喬裝成哲人的印度敎神Gorakh Nath。沙阿國王送給哲人一塊凝乳，沒想到哲人吞下後就反胃，全吐了出來，還給了國王。沙阿國王感到噁心之至，就把凝乳往地上扔，沒料到掉在了自己的腳上。哲人批評國王傲慢，並告訴國王：如果國王當時吞下了那塊凝乳，那麼他就可以實現自己的每一個願望；而現在事已至此，凝乳粘在了國王的十個腳趾頭上，預視著沙阿國王之後只能延續10代繼承人，屆時沙阿王朝必將覆滅。 而6月1日晚遇害的比蘭德拉國王恰恰是沙阿王朝的第11位國王、沙阿國王之後第10代繼承人。 第143集檔案編號為尼泊爾王室滅門慘案發生的日期 |
| 143  | 2012年4月21日  | 200161        | 尼泊爾述異                       | 講述尼泊爾王室滅門慘案 1786年，普裏特維·納拉揚·沙阿國王統一了尼泊爾，建立了沙阿王朝。據一則傳說故事講，當普裏特維·納拉揚·沙阿國王即將挺進加德満都河谷時，偶遇喬裝成哲人的印度敎神Gorakh Nath。沙阿國王送給哲人一塊凝乳，沒想到哲人吞下後就反胃，全吐了出來，還給了國王。沙阿國王感到噁心之至，就把凝乳往地上扔，沒料到掉在了自己的腳上。哲人批評國王傲慢，並告訴國王：如果國王當時吞下了那塊凝乳，那麼他就可以實現自己的每一個願望；而現在事已至此，凝乳粘在了國王的十個腳趾頭上，預視著沙阿國王之後只能延續10代繼承人，屆時沙阿王朝必將覆滅。 而6月1日晚遇害的比蘭德拉國王恰恰是沙阿王朝的第11位國王、沙阿國王之後第10代繼承人。 第143集檔案編號為尼泊爾王室滅門慘案發生的日期 |
| 144  | 2012年4月28日  | 1284          | 輕談活佛                         | 攘迥多吉是藏傳佛教的第一位轉世活佛，1284年出生在噶舉派第一代宗師密勒日巴的故鄉後藏貢塘，並被認定為噶舉瑪撥希的轉世。 |
| 145  | 2012年5月5日   | 6X6X6         | 又講活佛                         | 檔案編號中的6X6X6X，意思為六道輪迴 |
| 146  | 2012年5月12日  | 19172012      | 花地瑪陰謀論                     | 檔案號碼中的1917為花地瑪事件發生的年份 |
| 147  | 2012年5月19日  | 1561414       | 瞬間看過去                       | 講述發生於1561年4月14日的德國紐倫堡不明飛行物事件 |
| 148  | 2012年5月26日  | 813           | 高天原                           | 淺述日本皇室歷史。1937年日本軍國主義製造盧溝橋事變，侵佔平津以後，又準備對上海發動大規模進攻。8月13日，日軍向上海大舉進攻，以租界和黃埔江中的軍艦為作戰基地，炮擊閘北一帶，中國軍民奮起反擊，這就是八一三事變｜”八·一三”事變。 |
| 149  | 2012年6月2日   | 19362012      | 讚美我主之後                     | 檔案編號為方勵之先生的生卒年份（1936年2月12日－2012年4月6日） 檔案名稱則為方勵之先生於1988年出版的著作 |
| 150  | 2012年6月9日   | 79869297A     | 異形潛台詞（上）                 | 檔案編號中的79、86、92及97分別為異形1至4集的上映年份 |
| 151  | 2012年6月16日  | 79869297B     | 異形潛台詞（下）                 | 檔案編號中的79、86、92及97分別為異形1至4集的上映年份 |
| 152  | 2012年6月23日  | 932021        | 勇闖阿富汗                       | 講述雲海於兩星期前，到阿富汗旅遊時之見聞及經歷，93是指阿富汗的國際電話區號; 20是指喀布爾國內區號 |
| 153  | 2012年6月30日  | 932022        | 再講阿富汗                       | 講述雲海於兩星期前，到阿富汗旅遊時之見聞及經歷，93是指阿富汗的國際電話區號; 20是指喀布爾國內區號 |
| 154  | 2012年7月7日   | 2924          | 間諜父子檔                       | 講述與其兒子從事的間諜活動 |
| 155  | 2012年7月14日  | 1644          | 清陵                             | 講述清朝陵墓個案及故事，1644年5月27日——吳三桂在山海關引清兵入關，隨後，李自成被入關的清朝軍隊驅逐出北京。同年6月5日——多爾袞攻佔北京。同年9月20日——清順治帝駕馬車由盛京出發，遷都北京，瀋陽成為陪都。同年10月30日——順治帝定都北京。 |
| 156  | 2012年7月21日  | 4711          | 外星新動向                       | 4711 古龍水是雲海喜歡的古龍水；亦是全球第一隻的古龍水。有關1947年羅斯威爾飛碟墜毀案的部分細節，美國聯邦調查局（FBI），在2011年被解密的一份檔案中，同樣記錄了其真實性。這一文件是1950年時任FBI局長的備忘錄，直指當時確實有外星人存在。美國《外交政策》（Foreign Policy）雜誌近日披露，五角大樓研發的國防武器，不僅是針對其他可能來犯的國家，甚至還包括把外星人視為假想敵，而研發了11種專門用來對付外星人的尖端科技武器。美國「國防高級研究計畫局」（Defense Advanced Research Projects Agency，DARPA）與全球幾家最大的武器製造商合作，疑似用來對付外星人的11種前瞻性海、空未來武器。                                                                                             |
| 157  | 2012年7月28日  | 2012HIV       | 愛滋病陰謀論                     | 因阿祖放假兩週之故，是集雲海請來兩位電台節目閒雜人等的主持光臨作伴，講述關於HIV病毒的可能來源及隨之而來的AIDS陰謀論 |
| 158  | 2012年8月4日   | 191491        | 惠中飯店四樓                     | 講述江青的風流史和她在中南海的故事。江青生於1914年3月及死於1991年5月14日 |
| 159  | 2012年8月11日  | 53131         | 你係乜族㗎                       | 2012年夏季奧林匹克運動會7月29日，獲得倫敦奧運會女子53公斤級舉重金牌，並以131公斤的成績打破了自己保持的挺舉世界紀錄，獲得金牌的趙常玲，即祖爾菲亞·欽尚洛或祖利菲婭·欽尚洛（哈薩克語：Зүлфия Салахарқызы Чиншанло)說自己是東幹族，實際是湖南人。本集講述關於東幹族及其他少數民族的故事。註：2012年10月，趙常玲回到中國，重新取得中國公民的身份。 |
| 160  | 2012年8月18日  | 8610          | 哪吒城                           | 檔案名稱中的哪吒城是指北京城，源於一個古老的北京民間故事，86是指中國的國際電話區號，10是指北京國內區號 |
| 161  | 2012年8月25日  | 1986124       | Jack                             | 講述新興宗教科學教 檔案編號為科學教始創人L·羅恩·賀伯特之逝世日期 檔案名稱Jack為L·羅恩·賀伯特自稱的別名 |
| 162  | 2012年9月1日   | 2012814       | 周克華死亡事件                   | 檔案編號為周克華的死亡日期 |
| 163  | 2012年9月8日   | 2012510       | 巧家                             | 檔案編號為雲南省巧家縣爆炸案的發生日期 |
| 164  | 2012年9月15日  | 27117A        | NZUFO（Up）                      | 檔案名稱中的NZ是指紐西蘭，Up＆Down則代替中文的「上」及「下」。著名飛碟網站MUFON(Mutual UFO Network)(New Zealand)及New Zealand UFO Archives Project的通訊方法是: Murray Bott, P.O. Box 27117, Mt. Roskill, Auckland; 電話是(09)6345285(下午7時後); 電郵是:murrayb(at)win.co.nz。 |
| 165  | 2012年9月22日  | 27117B        | NZUFO（Down）                    | 檔案名稱中的NZ是指紐西蘭，Up＆Down則代替中文的「上」及「下」。著名飛碟網站MUFON(Mutual UFO Network)(New Zealand)及New Zealand UFO Archives Project的通訊方法是: Murray Bott, P.O. Box 27117, Mt. Roskill, Auckland; 電話是(09)6345285(下午7時後); 電郵是:murrayb(at)win.co.nz。 |
| 166  | 2012年9月29日  | 90964965      | TKK（A）                         | 檔案名稱中的T、K、K分別指Turkey（土耳其）、Kurds（庫爾德）、Kuwait（科威特）。90是指土耳其的國際電話區號; 964是指伊拉克/庫德斯坦的國際電話區號; 965是指科威特的國際電話區號。 |
| 167  | 2012年10月6日  | 90964965.1    | TKK（B）                         | 檔案名稱中的T、K、K分別指Turkey（土耳其）、Kurds（庫爾德）、Kuwait（科威特）。90是指土耳其的國際電話區號; 964是指伊拉克/庫德斯坦的國際電話區號; 965是指科威特的國際電話區號。 |
| 168  | 2012年10月13日 | 90964965.2    | TKK（C）                         | 檔案名稱中的T、K、K分別指Turkey（土耳其）、Kurds（庫爾德）、Kuwait（科威特）。90是指土耳其的國際電話區號; 964是指伊拉克/庫德斯坦的國際電話區號; 965是指科威特的國際電話區號。 |
| 169  | 2012年10月20日 | 9789933305927 | 石頭人                           | 講述尼泊爾野人事跡。本集檔案編號是一本書籍"The Yeti mystery of snowman"的ISBN書號。 |
| 170  | 2012年10月27日 | 20121117      | 末日前UFO會議                    | 宣傳香港飛碟學會舉辦的《第二屆香港國議UFO議會》檔案編號為議會的日期 --- 2012年11月17日 |
| 171  | 2012年11月3日  | 20121024      | 未來報告                         | 講述紐約警員Gilberto Valle的變態綁架計畫檔案。檔案編號為聯邦調查局逮捕的日期。 |
| 172  | 2012年11月10日 | 140691        | 飛碟學未來                       | 英國每日電訊(The Daily Telegraph)在2012年11月4日有文章說飛碟學將在十年內完結。"the end of “Ufology” – the study of UFOs – within the next decade." |
| 173  | 2012年11月17日 | 24            | 時間擦邊                         | 講述一些外國人經歷時間空間異狀。 |
| 174  | 2012年11月24日 | 1151117       | 回顧一週                         | 回應無綫電視節目《走過烽火大地》及香港飛碟學會《第二屆香港國議UFO議會》花絮與秘幕。檔案編號為《走過烽火大地》首播日期(2012年11月5日)及議會的日期 --- 2012年11月17日。 |
| 175  | 2012年12月1日  | 2722053       | 末日指南                         | 介紹一本由台灣翻譯書籍名稱《世界末日完全指南》，ISBN書號是9789862722053，內容光怪陸離未日論（註：節目中提及香港娛樂圈有一位前藝人準備了救生艇）。 |
| 176  | 2012年12月8日  | 978986        | 又係末日指南                     | 介紹一本由台灣翻譯書籍名稱《世界末日完全指南》，ISBN書號是9789862722053，內容光怪陸離未日論（註：節目中提及香港娛樂圈有一位前藝人準備了救生艇）。 |
| 177  | 2012年12月15日 | 76667         | 默示錄的魔鬼                     | 是集節目邀得天主教香港教區神父羅國輝神父講述默示錄末日啟示 |
| 178  | 2012年12月22日 | 20121222      | 走過末日                         | 直播節目 當中有Phone in環節讓聽眾分享末日前後的準備及對末日後看法 |
| 179  | 2012年12月29日 | 2012111231A   | 2012年十大另異事件（上）         | 註：節目中雲海講本來應該是用靈異一詞，不過雲海解釋他本人創作了新名詞[另異]這一名詞才能真實地反映出這次倒數中的另異類事件故事。 |
| 180  | 2013年1月5日   | 2012111231B   | 2012年十大另異事件（下）         | 註：節目中雲海講本來應該是用靈異一詞，不過雲海解釋他本人創作了新名詞[另異]這一名詞才能真實地反映出這次倒數中的另異類事件故事。 |
| 181  | 2013年1月12日  | XS            | 加細碼                           | 數說中國內地人民性話題，性教育及性傾向問題。第五屆（2012年）年度中國性與性別事件評點公告;“年度性與性別事件評點”活動，由方剛召集，十餘位性與性別領域的學者、社會活動家共同完成。 1. 38歲女碩士網曬“貞操”; 2. 葉海燕“十元店”免費提供性服務; 3. 性別教育; 4. 嫖宿幼女罪存廢爭議持續; 5. 同妻自殺案; 6. “我可以騷，你不能擾”行動; 7. 84歲跨性別者高調出櫃; 8. 男性參與反對性別暴力; 9. 互聯網“豔照反腐”; 10. 女權主義者在行動。（以發生時間為序） |
| 182  | 2013年1月19日  | 1995F         | 消滅人類陰謀論                   | 討論一本由中國著名研究共濟會的作者何新的書籍《1995舊金山會議祕密決議：消滅「劣等人種」》，並評論書中內容。 |
| 183  | 2013年1月26日  | 95713         | 複制未來                         | 討論上世紀末複制生物議題及一連串複制人類道德觀念和對宗教道德觀念影響問題。當中引述外國小道消息指有可能已經成功複制人類。 |
| 184  | 2013年2月2日   | 1222          | 創價傳奇                         | 探討創價學會與日本佛教的關係。香港亦有些藝人是信奉這宗教。包括資深藝人江毅R.I.P(1936-2013)，馮素波透露，江毅與她都是「香港創價學會」演藝組的會友，一直保持聯絡。會員奉行日蓮的教導。日蓮是一位生於1222年日本的僧侶，一家以漁業為生。 |
| 185  | 2013年2月9日   | 7539619147    | 民間書信                         | 討論一本國內書籍《民間書信：中國民間思想實錄 1966-1977》，ISBN書號是9787539619149 / 7539619147，內容是寫文化大革命年代一些別人書信往來文字當中有很多隱喻。 |
| 186  | 2013年2月16日  | 211228        | 本篤事變                         | 本集有羅國輝神父擔任特別嘉賓。教宗本篤十六世在2月11日的樞機主教會議結束前，親自宣佈將於2月28日退位，成為中世紀以來首位主動請辭的教皇。 |
| 187  | 2013年2月23日  | 1991EFA       | 東方閃電（上）                   | 今集討論中國政府定性中國東方閃電教為異端邪教，討論中國東方閃電教起源和現今與香港基督教教會分歧及香港基督教教會對東方閃電教作出攻擊性言論等等!東方閃電的真正創始人為黑龍江阿城人趙維山，1991年逃到河南省清豐縣。 |
| 188  | 2013年3月2日   | 1991EFB       | 東方閃電（下）                   | 今集訪問香港東方閃電發言人，介紹東方閃電教教義，和一些給中國政府逮捕的教友在監獄一些見證！在訪問中提及香港有一位著名基督教教會人士曾經進入她們的教會進行偷拍錄影行為。 |
| 189  | 2013年3月9日   | 1794          | Project 1794                     | 今集討論美國對於UFO真偽事件檔案！當中索取了(美國人的介入:1794/「武器系統606A」計畫) |
| 190  | 2013年3月16日  | 0009          | 骨董趣談                         | 今集討論現今華人界對古玩認知即大多數人稱呼的古董，其實古董在上世紀是有正確的名稱應該是叫做骨董。當中討論現今古玩界中的一些過往的傳聞，及談論過往古玩界的不為人知秘聞等等！ |
| 191  | 2013年3月23日  | 266           | 新人事、新作風                   | 今集討論梵蒂岡羅馬天主教教會選舉最高領袖活動，當中提到香港天主教教會應邀出席參與選舉梵蒂岡羅馬天主教教會最高領袖的活動及過程！2013年3月13日晚7時05分，梵蒂岡西斯廷教堂屋頂煙囪冒出白煙，新任教皇在115名紅衣主教的秘密投票中以77票當選為第266任羅馬教皇。 |
| 192  | 2013年3月30日  | 3244          | 八里雙屍案                       | 今集討論 2013年2月發生在台灣新北市八裏區的謀殺案，台灣民間稱呼為媽媽嘴咖啡店殺人事件。評論台灣警方調查方面資料案中非常多的疑點！檔案編號為直至3月2日兩屍(44)分別被發現於新北市八裏淡水河岸邊。3月2日副教授張翠萍（陳進福之妻）的屍體及2月26日，富商陳進福的屍體。 |
| 193  | 2013年4月6日   | 404           | 困獸鬥                           | 今集討論 2013年第三十七屆香港國際電影節裏播映的一套紀錄片『救猩紀事』(英文名：Redemption Impossible)。 |
| 194  | 2013年4月13日  | 444           | 印度一號                         | 今集討論前蘇聯上世紀90年代初期試射洲際飛彈當中牽涉散播生化武器行動，行動中病毒代號印度一號！今集後半部份以陰謀論式討論最近發生H7N9在中國大陸華東地區爆發疫症，而且在爆發H7N9疫症前在長江發現大批可疑死亡猪隻。陰謀論式提及可能有幕後黑手對中國大陸發動大規模生化襲擊行動！ |
| 195  | 2013年4月20日  | 40944         | 爆炸陰謀論                       | 今集討論2013年4月15日美國波士頓馬拉松爆炸案，當中原來牽涉美國康涅狄格州小學槍擊案有關涉及做假新聞，今集雲海重新再次解釋何謂陰謀論，跟大家深入淺出討論兩案在美國政府和美國主流新聞報導手法及種種疑點！ |
| 196  | 2013年4月27日  | 802           | 雞不叫，狗不吠，豬不跳欄         | （原定主題為地震陰謀論，後因內容多不涉及陰謀論而改成此主題）本集雲海對2008年5月12日汶川大地震這件事件在五年後有一本名為『四川大地震真相』書籍，內容是圍繞著當年年汶川大地震事件寫成。而今集是跟大家瞭解一下[2013年4月20日上午8時02分46秒雅安地震當中是否有不合理情況和疑問！ |
| 197  | 2013年5月4日   | 2100          | 2100                             | 今集雲海討論一本由日裔美國理論物理學家加來道雄圍繞著現今21世紀科技發展歷史寫成了一本名為「2100未來科技」(英文名：Physics of the Future)。跟大家分享該書最後部分作者以小說型式推論2100年之後科技對人類生活的影響！ |
| 198  | 2013年5月11日  | 225417        | 雲哥                             | 雲南-哥老會 --- 強調沒有影射任何時代的香港黑社會。在《領導幹部不可不知的600個國學常識》一書中，在225頁中的第417題是哥老會最初是在哪個地方建立起來的? |
| 199  | 2013年5月18日  | 517           | 空即是空                         | 2013年5月17日是佛誕，本集討論佛教信仰，集中: 1. 密宗掛畫即唐卡八十四大成就者及 2. 學佛群疑一書 |
| 200  | 2013年5月25日  | 37969         | 妖妖妖怪                         | 本集基於中國北京出的雜誌《知日》2013年2月號，ISBN書號是9787508637969討論日本妖怪它縱向梳理了日本妖怪的歷史，又橫向鋪開了全日本妖怪地圖，立體展現島國妖怪物語的同時，又囊括了與妖怪相關的各種話題：京極夏彥、水木茂、陰陽師、遠野物語、百鬼夜行、河童、神隱、都市傳說、試膽大會等等。 |
| 201  | 2013年6月1日   | 201364        | 6coming4                         | 本集根據《再回家》 --- 一本作者是麥燕庭等編輯隻印了3千本的關於六四事件的書本，共走訪約二十位因八九民運而流亡的人士，包括王丹、項小吉、鮑彤、許家屯、方政、陳一諮等人在中國內外的傷痛和狀況。討論其中3個個案(包括項小吉、陳一諮及金岩給年青人瞭解六四事件。另外，《回家》一書，作者是流亡海外民運人士。封面設計是灰白色中國解放軍軍徽和綠色的「我要回家 8home9 6coming4」條碼，表達去國者慘痛淒涼的記憶和流亡者被拒回國的無奈。 |
| 202  | 2013年6月8日   | TSTVP         | 大雨下                           | 本集訪問陳梓進（DANNY），關於尖沙咀六四燭光晚會。雲海指商台高層剪去約20分鐘節目，而事先事後都無通知他，直至播出時他才得知，並於個人Facebook專頁中表示這是他完全無法想像，亦不能接受的。 |
| 203  | 2013年6月15日  | 2013615       | 後會有期                         | 暫別最後一夜，是聽聽眾打電話講鬼故。 |

## 節目調動
節目首播時逢星期日凌晨（星期六深夜）1時至3時播出。其後因為十人巷播放完畢，2009年10月25日開始節目曾經提早1小時，改為在星期日凌晨（星期六深夜）0時至2時播出。2009年11月21日起又改回原本時間。

## 節目名稱
電台主持指《摩星嶺4號》一名取材自香港警察政治部的域多利道扣押中心之門牌「摩星嶺道4號」，事實上這並非拘留所的真正地址。

## 投訴
據《東方日報》報道，廣播事務管理局於2012年3月5日向《摩星嶺4號》發出強烈勸喻，兩名主持人在2011年11月20日節目中討論真福若望保祿二世的一綹頭髮蒞臨香港，將「John Paul II」誤說成「John 拖」，更開玩笑說「開拖」，其後討論教會有否保留真福若望保祿二世的頭髮作遺物時，又以「剪陰毛」開玩笑。廣管局經調查後，認為節目主持人沒有以敏感和謹慎的態度處理宗教題材，以陰毛開玩笑及以輕佻態度處理宗教題材屬品味低劣，有不尊重及污衊天主教之嫌，詆毀天主教保留聖人遺物以示尊敬的傳統。
2012年12月1日節目中雲海投訴商台聽眾取得香港UFO學會「2012香港國際UFO議會」門票，當中有十多位聽眾取得門票後沒有到場，浪費雲海一番心意，故以後不會再在節目中挀發任何類型門票。

## 節目終結
雲海在2013年6月10日在Facebook表示由於近日太忙，連書展的新書，也趕不起，於是向商台表示，自己需要更多時間休息，但一再強調，商台對他一直很好，亦感謝他們多年關顧，得著不少，暫時放下節目。(2013年6月15日)晚上即6月16日凌晨1至3是暫別最後一夜，是聽聽眾打電話講鬼古!但離開的導火線是因2013年6月8日一集 (大雨下)約20分鐘內容被商台高層私自剪去，引起雲海不滿。

## 外部連結
- 節目重溫版面 （页面存档备份，存于）（重溫需付費）
- 節目討論區於my903 forum

| 香港商業電台 叱咤903商業二台節目                                                                                     |                                                                                               |                                                                                   |
| 上一節目 妹妹妹妹（1—2）和又愛上子夜場（2—3） 十人巷（12—1）和摩星嶺4號（1—2） 摩星嶺4號（1—2）和又愛上子夜場（2—3） | 摩星嶺4號 2009年8月2日－10月18日 2009年10月25日－2009年11月14日 2009年11月21日－2013年6月15日 | 下一節目 摩星嶺4號（1—2）和又愛上子夜場（2—3） 公子會（12—1）和摩星嶺4號（1—2） — |
| 前一節目： 公子會 | 叱咤903商業節目 星期六深夜1時至3時                                                            | 下一節目： 又愛上子夜場                                                           |